# Peter Hudnut
Peter Hudnut (Washington, 16 febbraio 1980) è un pallanuotista statunitense, vincitore di una medaglia d'argento ai giochi olimpici di Pechino 2008.